# Campanhas baathistas de arabização no norte do Iraque
As campanhas baathistas de arabização no norte do Iraque envolveram o deslocamento forçado e a arabização cultural de minorias (curdos, yazidis, assírios, shabaks, armênios, turcomenos, mandeanos), em consonância com as políticas de colonização de povoamento, lideradas pelo governo baatista do Iraque a partir da década de 1960 até o início dos anos 2000, a fim de mudar a demografia do norte do Iraque em direção à dominação árabe. O Partido Baath Iraquiano, primeiro sob o comando de Ahmed Hassan al-Bakr e, mais tarde, Saddam Hussein, empenhou-se na expulsão ativa das minorias a partir de meados da década de 1970. Em 1978 e 1979, 600 aldeias curdas foram incendiadas e cerca de 200.000 curdos foram deportados para as outras partes do país.
As campanhas ocorreram durante o conflito curdo-iraquiano, sendo em grande parte motivadas pelo conflito étnico e político curdo-árabe. As políticas baathistas que motivaram esses eventos são algumas vezes referidas como "colonialismo interno", descrito por Francis Kofi Abiew como um programa "colonialista de arabização", incluindo deportações curdas em grande escala e assentamentos árabes forçados na região.

## Antecedentes
Os yazidis, os shabaks, os mandeanos e os assírios são minorias etno-religiosas iraquianas e historicamente concentraram-se no norte do Iraque, e ainda eram populações consideráveis no início do século XXI, em consonância com grupos étnicos mais proeminentes de curdos e árabes. .
Sob a monarquia hachemita iraquiana, assim como o subsequente regime republicano, os yazidis foram discriminados: as medidas aplicadas incluíam a perda de terras, a repressão militar e os esforços para forçá-los à luta do Estado central contra o Movimento Nacional Curdo.

## Políticas

### Deslocamento de minorias e assentamento árabe
Desde o início de 1975, sob o regime de Saddam Hussein, tanto os curdos como os yazidis foram confrontados com a destruição de aldeias, o despovoamento e a deportação. O deslocamento curdo no norte em meados da década de 1970 ocorreu principalmente nas regiões de Sheikhan e Sinjar, embora também abrangesse uma área que se estendia da cidade de Khanaqin. As medidas repressivas executadas pelo governo contra os curdos após o Acordo de Argel de 1975 levaram a novos confrontos entre o exército iraquiano e guerrilheiros curdos em 1977. Em 1978 e 1979, 600 aldeias curdas foram incendiadas e cerca de 200.000 curdos foram deportados para outras partes do país.
A arabização concentrou-se em mover os árabes para os arredores dos campos petrolíferos no Curdistão, particularmente os que cercam Kirkuk.  O governo baatista também foi responsável por expulsar pelo menos 70 mil curdos da metade ocidental de Mossul, tornando assim o oeste de Mossul uma área totalmente árabe sunita. Em Sinjar, no final de 1974, o antigo Comitê de Assuntos do Norte ordenou o confisco de propriedades, a destruição da maioria das aldeias yazidis e o assentamento forçado da população em onze cidades coletivas com topônimos árabes, construídas entre 30 a 40 quilômetros ao norte ou ao sul de Sinjar, ou outras partes do Iraque. 137 aldeias yazidis foram destruídas no processo. Além disso, cinco bairros da cidade de Sinjar foram arabizados em 1975. No mesmo ano, 413 camponeses muçulmanos curdos e yazidis foram despojados de suas terras pelo governo ou tiveram seus contratos agrícolas cancelados e foram substituídos por colonos árabes. Em Sheikhan, em 1975, 147 de um total de 182 aldeias sofreram deslocamentos forçados, enquanto 64 aldeias foram entregues a colonos árabes nos anos seguintes. Sete cidades coletivas foram construídas em Sheikhan para abrigar os moradores yazidis e curdos deslocados das aldeias arabizadas.
Como parte da campanha de Al-Anfal, durante a Guerra Irã-Iraque, o regime de Saddam Hussein destruiu de 3.000 a 4.000 aldeias e induziu centenas de milhares de curdos a se tornarem refugiados ou reassentarem em todo o Iraque, bem como assírios e turcomanos. Cerca de 100.000 pessoas foram assassinadas ou morreram durante a Campanha al-Anfal, que é muitas vezes equiparada a limpeza étnica e genocídio. A campanha forçada de arabização foi uma tentativa de transformar a cidade historicamente multiétnica de Kirkuk, com uma forte maioria curda, em uma cidade árabe. As famílias curdas ficaram desabrigadas após terem sido expulsas à força pelas tropas de Saddam e tiveram que migrar para campos de refugiados.
Na década de 1990, a distribuição de terras aos colonos árabes foi retomada e continuou até a queda do regime baathista em 2003.

### Arabização cultural e política
Nos censos iraquianos de 1977 e 1987, os yazidis foram forçados a se registrarem como árabes e, a partir de meados da década de 1970, o curdo foi proibido de ser falado. Alguns curdos muçulmanos também foram forçados a se registrar como árabes em 1977.

## Base jurídica
A base legal para a arabização era o Decreto do Conselho de Comando Revolucionário No. 795 de 1975 e o Decreto No. 358 de 1978. O primeiro autorizou o confisco de bens de membros do Movimento Nacional Curdo e o segundo permitiu a invalidação de títulos de propriedade pertencentes aos curdos muçulmanos e yazidis deslocados, a nacionalização de suas terras sob o controle do Ministério das Finanças iraquiano e o reassentamento da região por famílias árabes.

## Resultado
Após a queda do regime de Saddam, muitas famílias curdas voltaram a Kirkuk. As políticas de curdificação do Partido Democrático do Curdistão e do União Patriótica do Curdistão após 2003 que visaram reverter as orientações anteriores de arabização, com os não-curdos, especialmente os assírios e os turcomenos, suscitaram sérios problemas interétnicos.